# Dzong du Tibet
Pour les articles homonymes, voir Dzong.

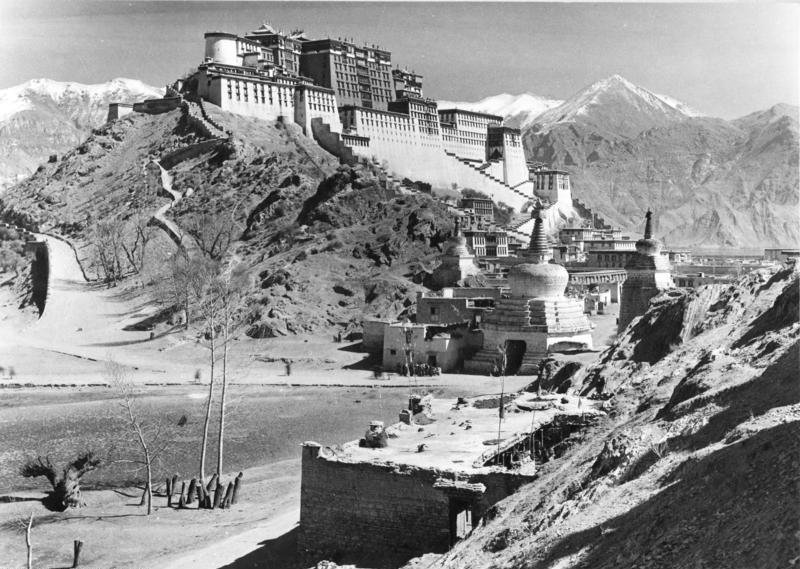
Le Potala en 1939.

Le dzong (du tibétain རྫོང་, Wylie rdzong, traduit par « fort » ou « forteresse ») au Tibet servait de centre à la fois religieux, militaire, administratif et social au district qu'il commandait. Ces forts furent édifiés à différentes périodes des rois du Tibet, sous les dynasties Yarlung (IIe siècle av. J.-C.- IXe siècle), Phagmodrupa (1351-1642), Rinpungpa (1440-1565) et Tsangpa (1565-1642). Sous le règne du 5e dalaï-lama (1642-1682), on construisit également des dzongs, dont le célèbre palais du Potala. 

## Histoire du système administratif des dzong
En 1354, au Tibet, les lamas Sakyapa perdent le pouvoir (fin de la dynastie Yuan (1234/1279 – 1368) qui les y place vers 1264) au profit des Phagmodrupa, des monarques tibétains suivant la branche bouddhique des Kagyüpa, dont le représentant le plus prestigieux est Changchub Gyaltsen (1302-1373). Celui-ci rompt tout lien avec la dynastie mongole des Yuan, puis avec celle, chinoise, des Ming. Prenant le titre de desi (sde-srid), régent monastique, il accroît l’indépendance du Tibet, réorganise la division en myriarchies datant des Mongols en créant le système administratif des dzong, « forteresses-district », et abolit les lois mongoles en faveur de l’ancien code tibétain auquel il ajoute dix articles inspirés des préceptes bouddhistes. Les vêtements de cour mongols sont également écartés au profit d'un costume tibétain,.
Avant l'intervention militaire chinoise de 1950, le territoire tibétain était divisé, selon Marc Moniez, en 53 districts préfectoraux aussi appelés dzong. Pour sa part, Hugues-Jean de Dianous donne le chiffre de « 147 circonscriptions ou dzong » pour l'ensemble de ce qu'il appelle le « Tibet antérieur » (Tsien Tsang) et le « Tibet ultérieur » (Heou Tsang), la région de Tchamdo n'étant pas prise en considération. Il y avait un ou deux dzongpöns ( (tibétain : རྫོང་དཔོན ; Wylie : rdzong dpon) « préfets », litt. « maîtres du fort ») pour chaque dzong – dans ce dernier cas un lama (tsé-dung) et un laïc. Nommés pour une période de trois ans, ils se voyaient confier des pouvoirs tant civils que militaires. Le rang des dzongpöns dépendait de l'importance du dzong. Le dzongpön le plus important était le commissaire principal de Shigatsé. 
Les dzongpöns étaient subordonnés aux généraux ainsi qu’aux ambans chinois sur les questions militaires, selon les écrits de Sarat Chandra Das publiés en 1902. (Cependant, selon Marc Moniez et al. (1999), il n’y avait qu’un ou deux ambans représentant l'empereur chinois à Lhassa, où ils dirigeaient une petite garnison, et leur pouvoir, instauré à partir de 1728, déclina progressivement jusqu'à ce qu'ils ne soient plus que des observateurs à la veille de leur exclusion en 1912 par le 13e dalaï-lama).

### Fonctions

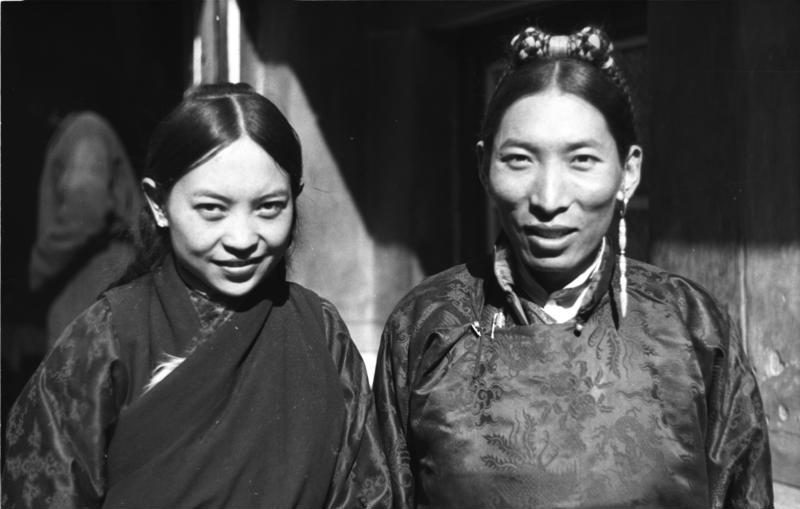
Le dzong-pön de Gyantsé et son épouse, 1939

Alors qu'au Bhoutan, les dzongs réunissaient pouvoir religieux et pouvoir politique, leurs homologues tibétains en revanche avaient surtout un rôle administratif, la fonction religieuse étant dévolue aux grands monastères, forts de plusieurs milliers de moines, tels Séra, Drépung et Ganden autour de Lhassa, et Tashilhunpo à Shigatsé.
Les pièces à l'intérieur du dzong sont généralement vouées à des fonctions administratives (comme le bureau du gouverneur nommé par l'ancien gouvernement du Tibet. Le dzongpön était responsable du maintien de l’ordre et de la perception de l’impôt. Il avait une grande indépendance. Au niveau des dzongs, comme au niveau du gouvernement central, le religieux et le politique s’entremêlent. Pour les plus grands dzongs, deux dzongpön, un laïc et un moine, sont nommés, assurant les fonctions administratives, judiciaires et fiscales.
Une des fonctions du dzongpön était de lire et faire connaître au peuple tibétain les édits du gouvernement tibétain  concernant divers sujets dont l'interdiction de chasser les animaux sauvages. Chaque année, des édits d’environ 45 lignes étaient copiés par des clercs du gouvernement avant d’être expédiés dans tous les dzongs du Tibet. Le jour suivant leur réception, le dzongpön rassemblait la population et lisait à haute voix l’édit, avertissant que seraient punis ceux qui le violeraient. Le fonctionnaire affichait ensuite le document.

## Architecture
Les dzong constituent un exemple d'architecture défensive militaire. De nombreux dzong présentant des enceintes et des tours de guet, ont été construits au cours de l'histoire millénaire du Tibet. La fonction défensive de ces citadelles est aussi illustrée par leur implantation à flanc de colline ou au sommet d'une montagne, comme les fortifications de Tsaparang, de Tingri et de Gyantsé. Ces caractéristiques défensives existent aussi dans l'architecture de nombreux palais et constructions religieuses.

### Dzongs de la période Yarlung

#### La forteresse de Yumbu Lhakhang

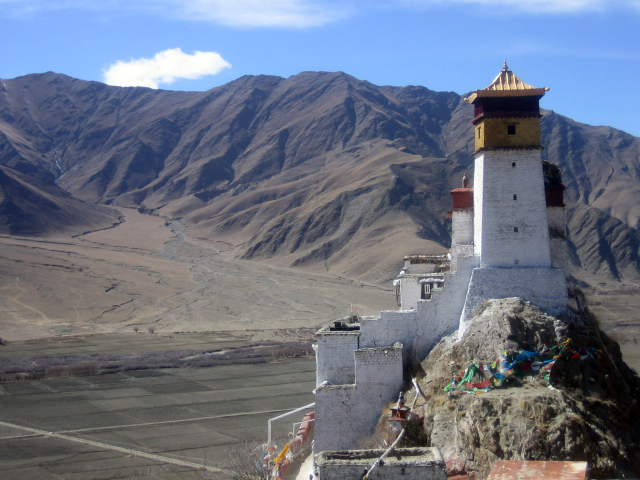
Yumbu Lhakhang aujourd'hui

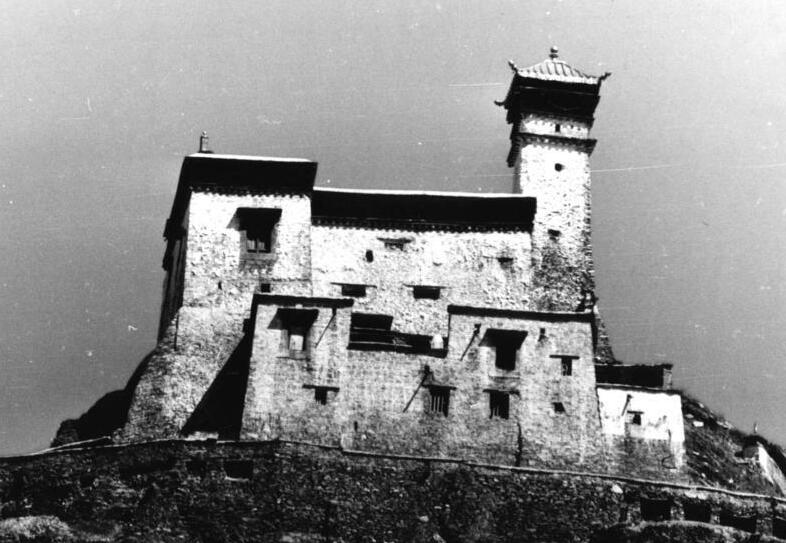
Yumbu Lhakhang en 1938

Yumbulagang, une forteresse de la vallée du fleuve du Yarlung Tsangpo, près de Lhassa, serait la plus ancienne construction du Tibet. Elle se dresse sur une colline sur la rive orientale du Yarlung Tsangpo dans le sud-est du comté de Naidong, à 9 km au sud de Tsetang dans la préfecture de Shannan. 
La forme de la colline évoque la silhouette d'une biche (yumbu), d'où le nom « palais de la biche ». Selon une légende de la religion Bön, Yumbulagang fut le premier bâtiment construit au Tibet sous le règne du premier roi Nyatri Tsenpo au IIe siècle av. J.-C. Plus tard, Yumbulagang  fut le palais d'été du 33e roi du Tibet, Songtsen Gampo et des princesses Bhrikuti et Wencheng. Après que Songtsen Gampo eut transporté son siège principal à Lhassa, Yumbulagang devint une sorte de chapelle et, sous le règne du 5e Dalaï-Lama, Ngawang Lobsang Gyatso, un monastère de l'école Gelugpa du Bouddhisme tibétain. Totalement détruit au cours de la révolution culturelle, l'ensemble fut reconstruit en 1982, d'après d'anciens plans. Les bâtiments furent consacrés par le 10e Panchen Lama en 1984.

#### Le château de Taktsé

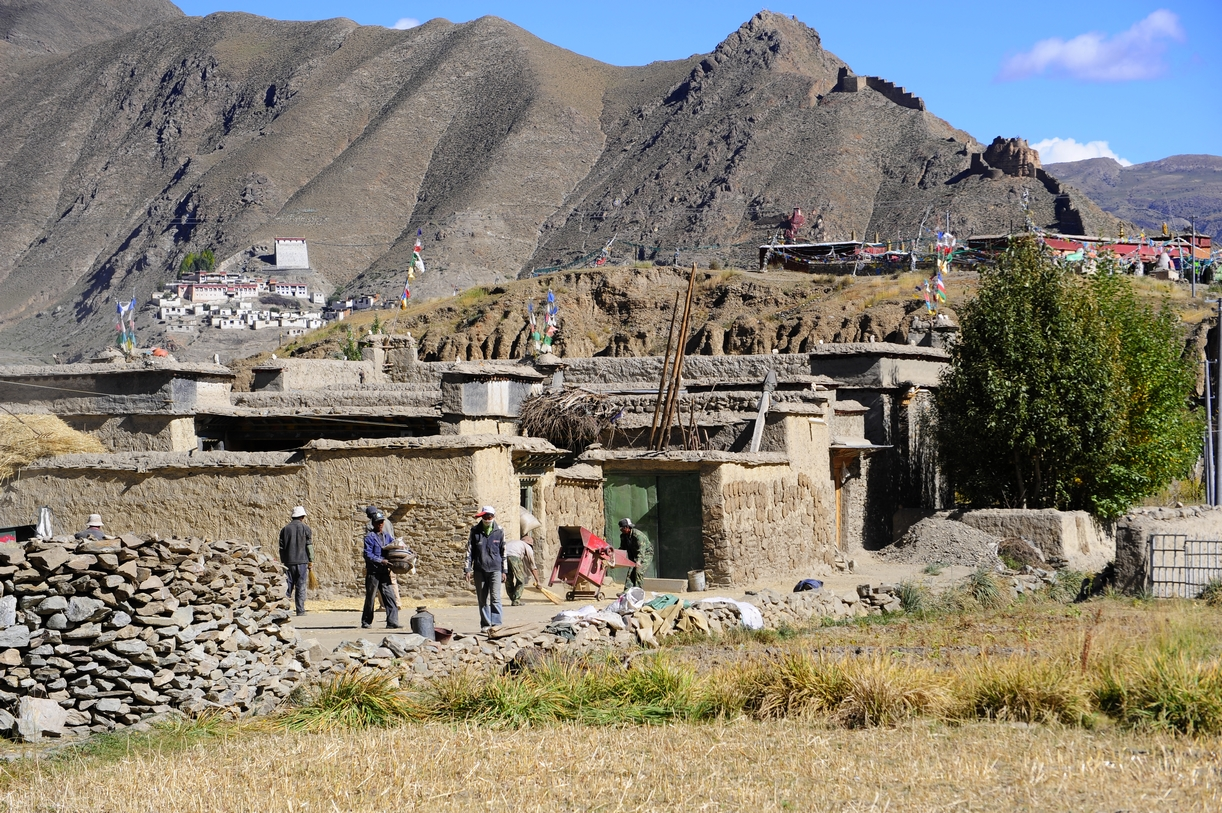
Photo récente, prise près du monastère de Riwo Dechen et de la vallée des rois ; le château de Taktsé se situe en haut à droite.

Le dzong ou château de Taktsé (tibétain : སྟག་རྩེ་, wylie : Stag-rtse) se dressait à Chingwa (wylie : Phying-ba), ancienne capitale du Tibet, située dans le district de Chonggyä (wylie : ’Phyongs-rgyas). 
Il est actuellement en ruines. Une photographie de 1949 le montre en haut d'une colline.
Il se trouve à proximité du monastère de Riwo Dechen, également en mauvais état, et qui est en cours de reconstruction. Chongye est le lieu où se trouvent les tombes des premiers rois du Tibet.
Selon la légende, le dzong fut la demeure des rois du Tibet avant que Songtsen Gampo (604–650) ne déplace son administration à Lhassa. Il fut plus tard le lieu de naissance du 5e dalaï-lama (1617–1682).

#### Le dzong de Tegla Kar
Sur une falaise au-dessus de la ville de Purang (appelée aussi Taklakot), se trouvait l'ancien dzong de Tegla Kar (« le fort du tigre couché ») dans le comté de Purang. Il semble que ce dzong ait été construit à l'époque de la dynastie Zhang Zhung, laquelle fut vaincue par le roi tibétain Songsten Gampo au début du VIIe siècle. Ce dzong est devenu le fort principal du royaume de Purang au Xe siècle sous le règne du roi Kori, un des deux fils de Tashi Gon, le roi du royaume de Gugé. Le royaume de Purang aurait disparu au XVe siècle. 
Le dzong de Tegla Kat fut totalement détruit en 1967 par l'artillerie chinoise pendant la révolution culturelle.

#### Le dzong de Gyantsé

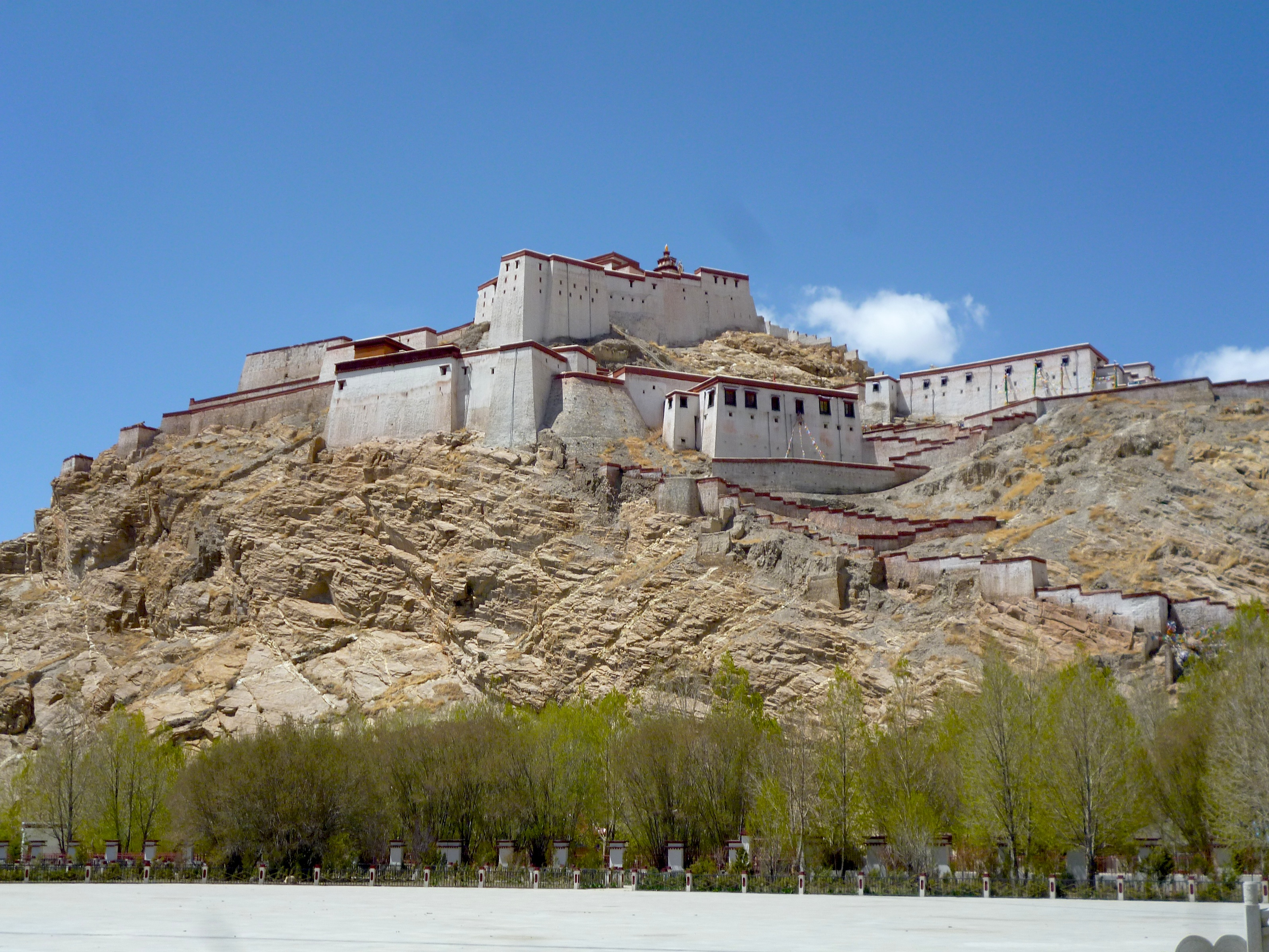
Le dzong de Gyantsé en 2015

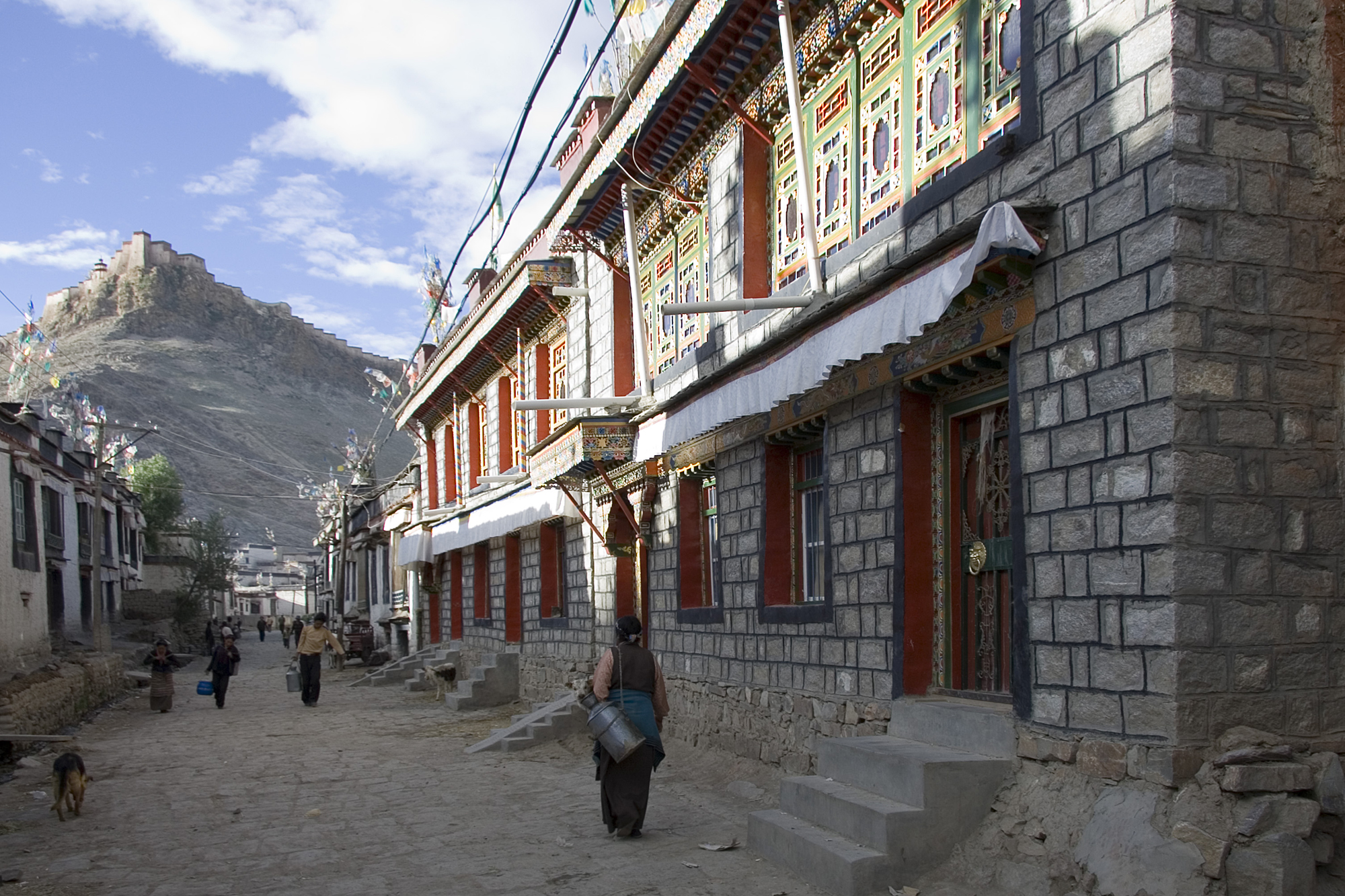
Une rue de Gyantsé et le dzong de Gyantsé

Le dzong de Gyantsé aurait remplacé vers 1365 un premier château, édifié à l'époque des rois de Yarlung et qui englobait l'ensemble de la ville entre ses murs. 
En 1904, lors de l’invasion du Tibet par l'armée de l'Inde britannique menée par Younghusband, 500 soldats tibétains tinrent le fort plusieurs jours durant avant d'être défaits par les forces britanniques. 
Pendant la révolution culturelle, le fort fut mis à sac. Les objets précieux des bâtiments de Gyantsé furent détruits ou envoyés en Chine. Aujourd’hui, le dzong de Gyantsé est toujours en ruines mais il y a un « musée anti-impérialisme britannique » sur place qui donne la version chinoise de l'invasion britannique de 1904. 
À l'intérieur de la forteresse, se trouve un petit temple qui a été rénové récemment par les Tibétains, il est dédié au Bouddha Sakyamuni, et comporte des fresques en mauvais état, dont une peinture d'Avalokiteshvara . 

#### Le dzong de Tsetang
Tsetang fut la capitale de la dynastie Yarlung et, comme telle, un endroit de grande importance. Au XIXe siècle, elle aurait contenu quelque 1 000 maisons, un bazar, un monastère (gompa) et un dzong.

#### Le dzong de Talung
Il se dresse non loin du lac Yamdrok Tso sur une éminence dominant la plaine environnante. À sa base se trouve le temple de Tharpaling, fondé par Songtsen Gampo (Srong-brtsan Sgan-po). Il a été photographié par le Britannique Sir Hugh Richardson en 1950.

#### Le dzong de Tsaparang
Tsaparang était la capitale de l'ancien royaume de Gugé (Xe siècle – milieu du XVIIe siècle) dans la vallée de Garuda, dans la province de Ngari au Tibet occidental. Il en subsiste une vaste forteresse perchée sur un rocher en forme de pyramide s'élevant de 150 à 180 m.

### Dzongs de la période Phagmodrupa

#### Le dzong de Nédong

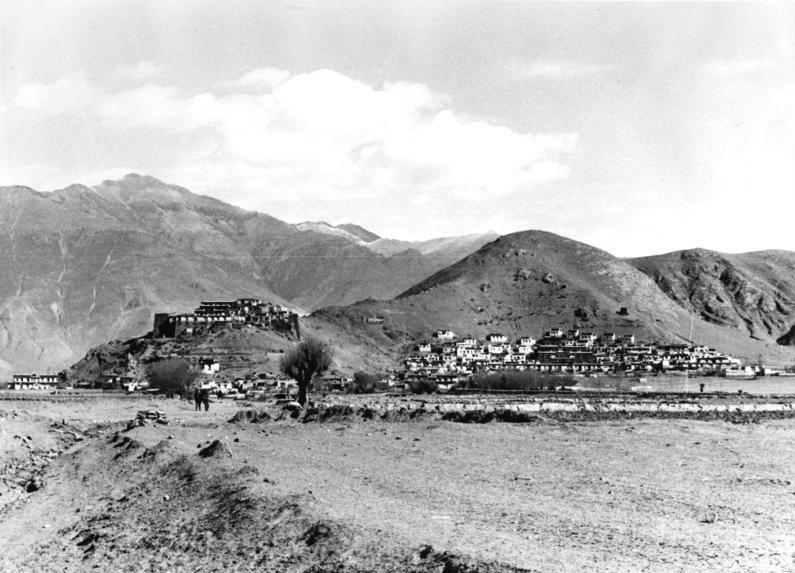
Vue de Nédong et du dzong de Nédong en 1938.

Le dzong de Nédong ou Nétong (tibétain : སྣེ་གདོང་རྫོང་ Wylie : sne gdong rdzong)  est une forteresse située dans le sud du Tibet dans le comté de Nétong dans la région du Loka. 
Le dzong et la ville du même nom constituait entre 1349 et le XVe siècle la capitale des Phagmodrupa.
C’est vers 1354 que Changchub Gyaltsen réorganisa la division en 13 myriarchies (thikor chusum) datant des Mongols en créant le système administratif des dzong,.

#### Le dzong de Lhuntsé
Le dzong de Lhuntsé est une forteresse située dans le sud du Tibet dans le comté de Lhuntsé dans la région du Loka. 
Les rois de la dynastie Phagmodrupa ont régné au XIIIe siècle dans une région du Loka et ils construisirent une chaîne de forts le long du Brahmapoutre sur des cimes inexpugnables. 
Le dzong est célèbre car dans l’histoire récente du Tibet en 1959 le Dalaï Lama y dénonça l’accord en 17 points, et réaffirma son gouvernement comme le seul légitime du Tibet. Le 26 mars, la décision fut prise donc d’un départ pour l’Inde.

### Dzongs de la période Rinpungpa

#### Le dzong de Rinpung

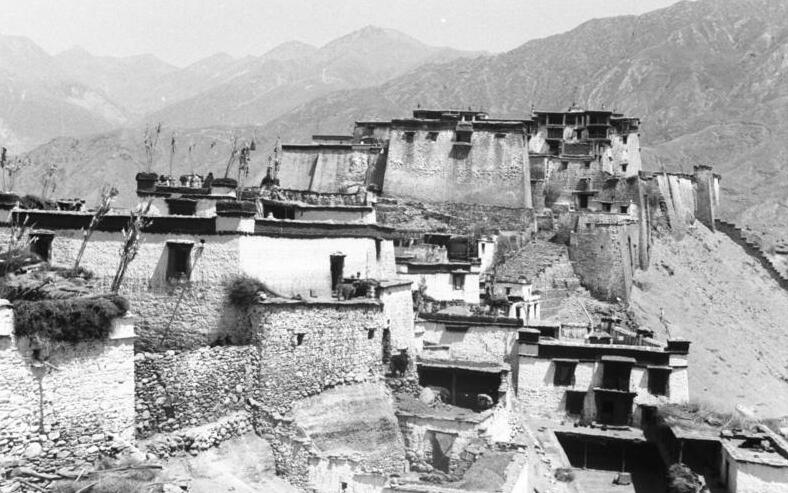
Fort et village de Rinpung, 1938

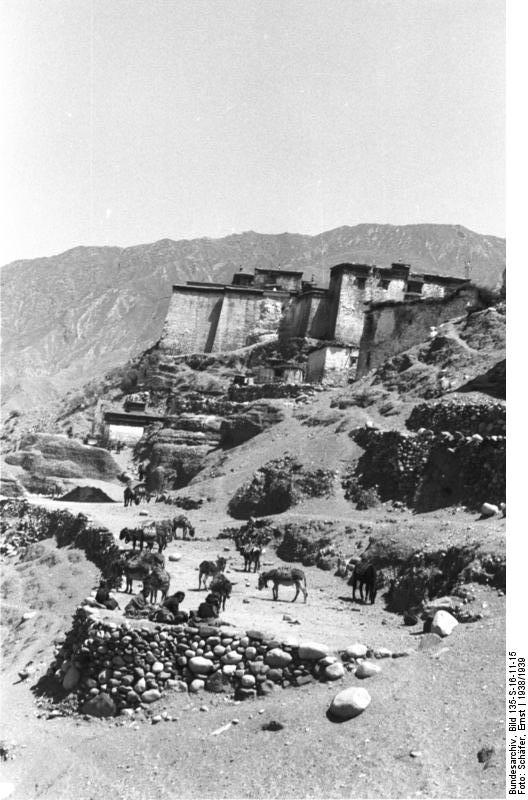
Fort Rinpung, 1938

Le dzong de Rinpung, forteresse associée à la dynastie Rinpungpa, est située dans le sud du Tibet dans le comté de Rinpung, région de Chigatsé. Le dzong était situé au sommet d’une crête rocheuse et dominait l’ancienne ville-forteresse de Rinpung Dzong. Rinpung Dépa Norbu Sangpo, souverain de la principauté de Rinpung, prit le contrôle de la région du Tsang en 1435. Elle restera sous le contrôle des princes de Rinpung jusqu’en 1565. Le dzong est actuellement en ruine et ses murs sont délabrés..

### Dzongs de la période Tsangpa

#### Le dzong de Shigatsé

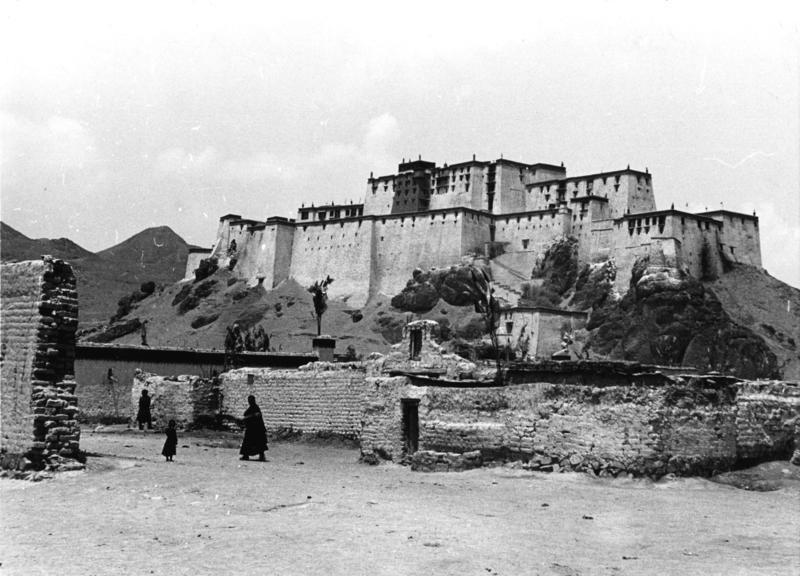
Le dzong de Shigatsé en 1938.

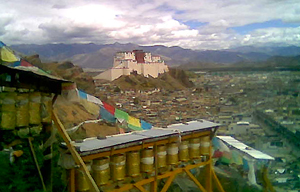
Le dzong de Shigatsé, reconstruit, en 2007.

Le dzong de Shigatsé a probablement été construit en 1393. Il ressemble à une plus petite version du Potala. Il a servi de siège aux rois de l'Ü-Tsang et de capitale à la province d'Ü-Tsang ou Tsang
Détruit lors du Soulèvement tibétain de 1959, il fut démantelé, pierre par pierre, lors de la révolution culturelle, apparemment par des centaines de Tibétains à l'instigation des Chinois,. 
Entre 2005 et 2007, le bâtiment a été reconstruit, sur la base de vieilles photos, mais en ciment et en béton.

#### Le dzong de Nangkartse

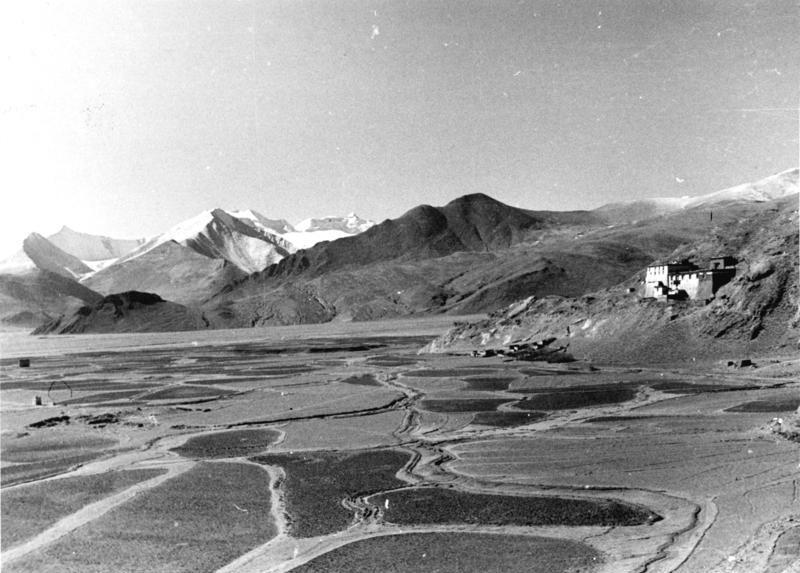
Fort et village de Nangkartsé, 1938

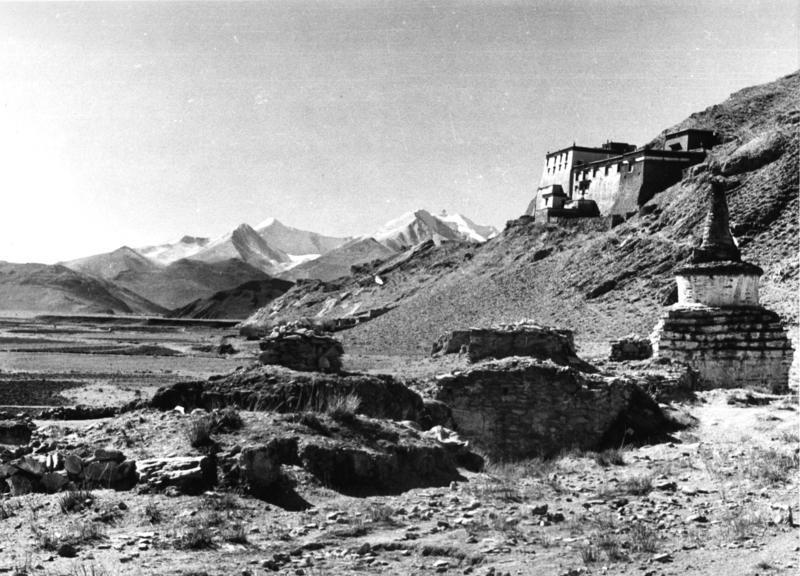
Fort et village de Nangkartsé, 1938

Le dzong de Nangkartsé dresse ses ruines sur une crête dominant la ville. 
Nangkartsé était le siège d'un petit état féodal, rendu célèbre par sa princesse qui donna naissance, en 1617, au 5e dalaï-lama .

### Dzongs du5edalaï-lama

#### Le palais-forteresse du Potala

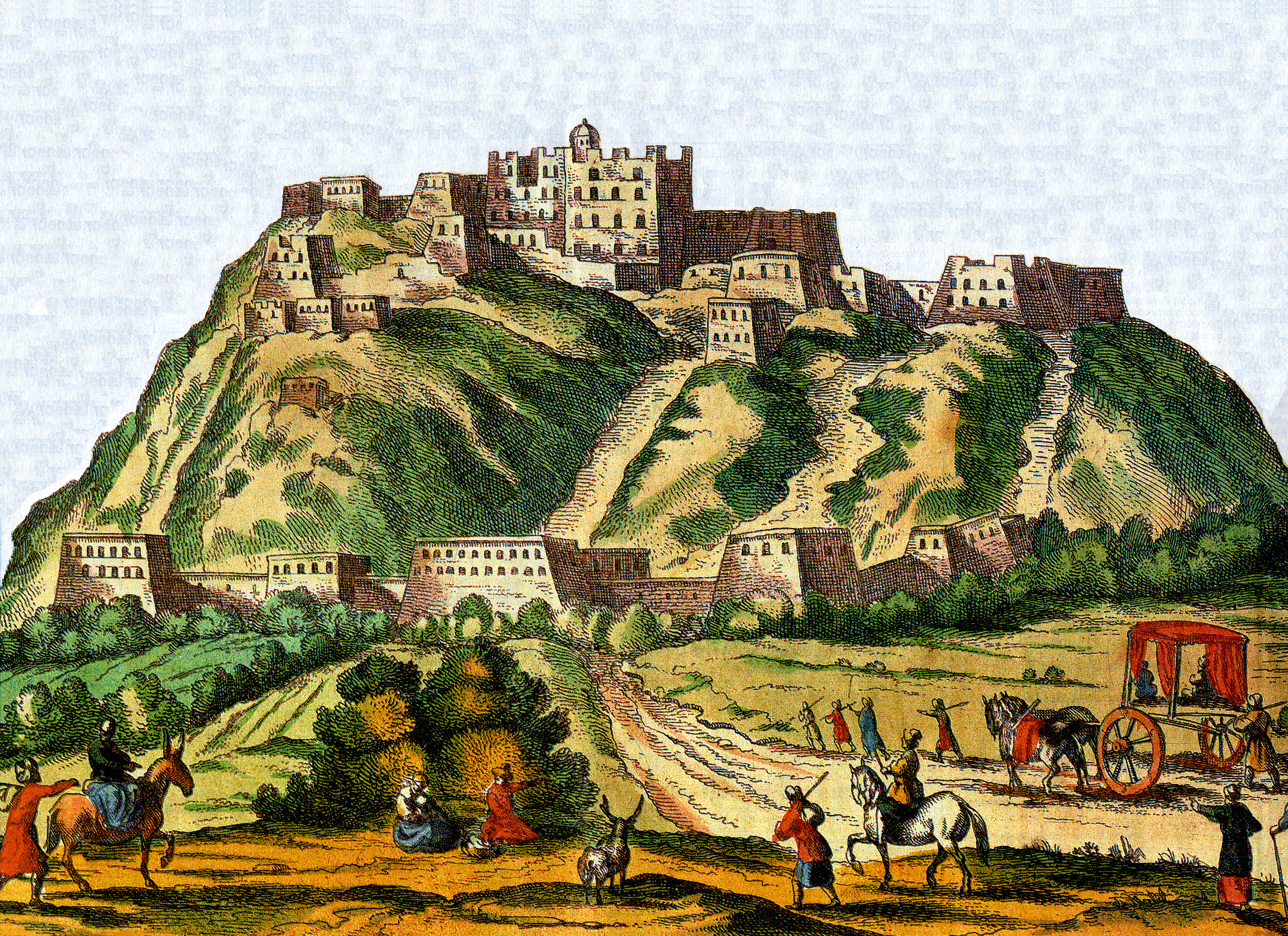
Le Potala (dessin du jésuite autrichien Johann Grueber en 1661, publié dans Athanasius Kircher, China illustrata, 1667, p. 74)

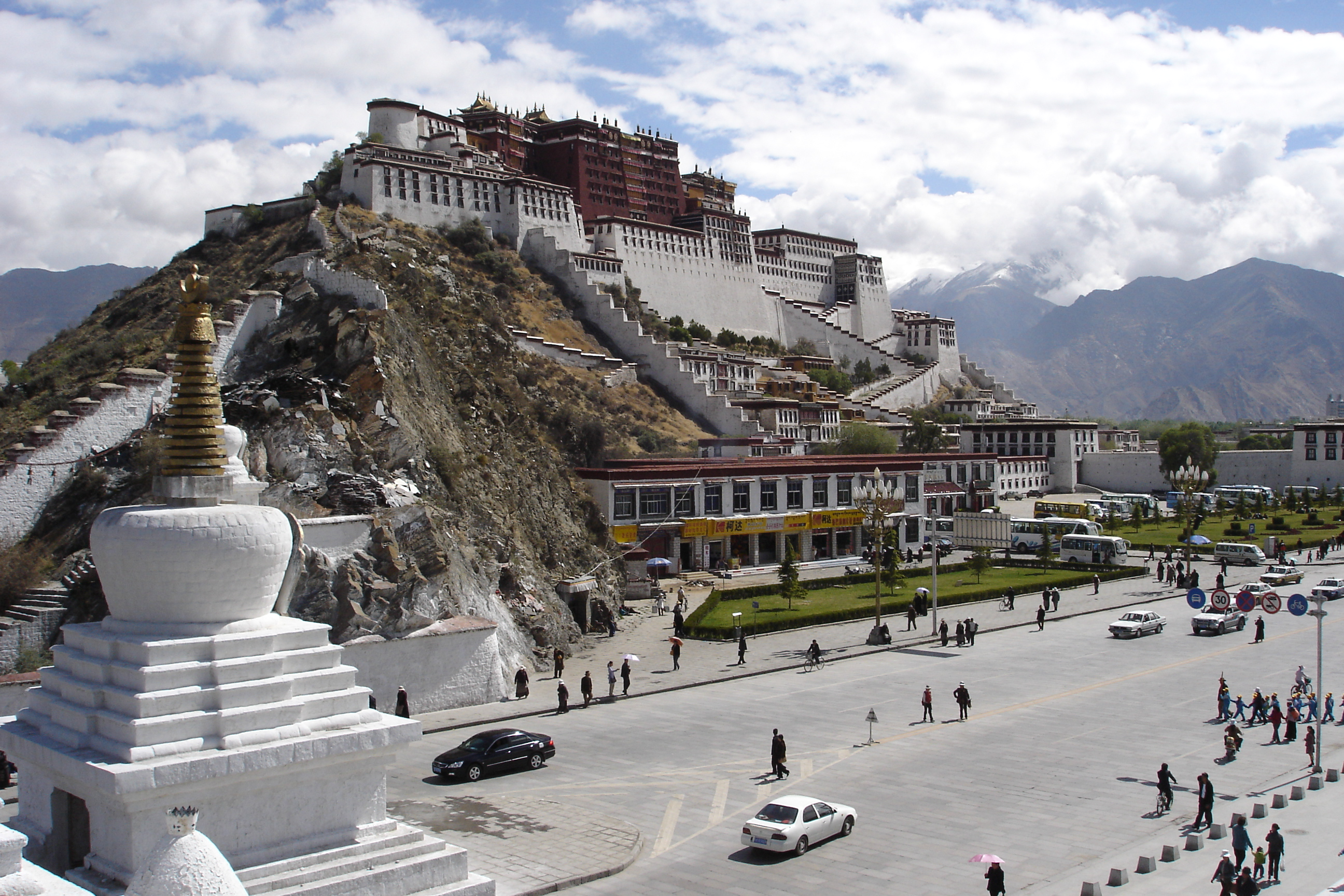
Potala en 2006, photo Ondřej Žváček

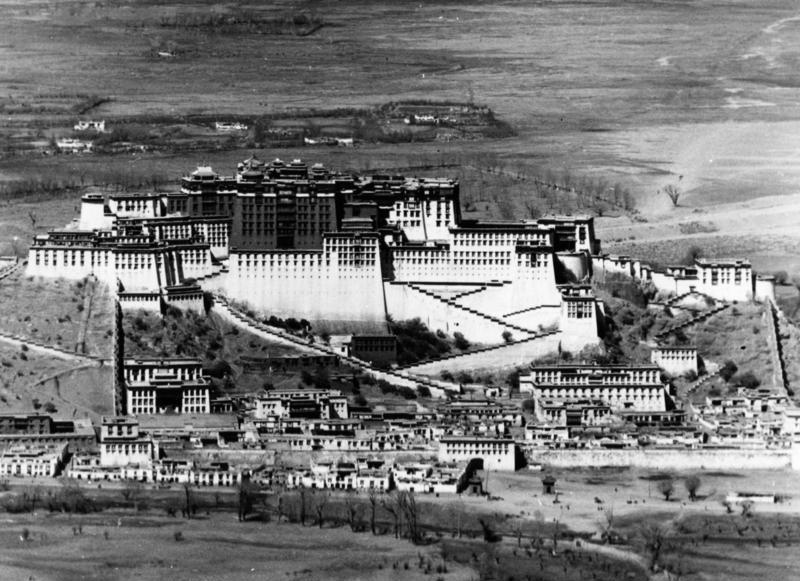
Potala en 1938

Le Palais du Potala, ancienne résidence d'hiver des dalaï-lamas, est un exemple de tout premier plan des monastères-forteresses du Tibet.
Sa construction fut commencée par le 5e dalaï-lama à l'emplacement du site sacré du palais du roi Songtsen Gampo sur la « Colline rouge ». Selon la tradition orale, l'architecture en aurait été inspirée par le palais-forteresse de Shigatsé (mais en plus grand). Fernand Meyer, un tibétologue, a aussi suggéré une ressemblance avec le palais de Leh au Ladakh, bâti quelque dix ans plus tôt. 
La partie du palais connue sous le nom de « Palais blanc » fut édifiée de 1645 à 1648, le « Palais rouge » n'étant entrepris qu'en 1690 par le régent, Sangye Gyatso qui continua l'édification après le décès du dalaï lama en 1682. Fernand Meyer décrit une entreprise gigantesque, notamment pour la construction du Palais rouge, entreprise à laquelle participèrent 7 000 manœuvres au titre des impôts et des corvées, et plus de 1 500 artisans, également redevables de corvées au Gouvernement. Selon Thomas Laird, l'ensemble du chantier dura 50 ans et nécessita la fourniture du gîte et du couvert aux ouvriers Selon Fernand Meyer, l'empereur Kangxi (règne : 1662-1722) procura 7 artisans chinois et 10 artisans mandchous et mongols, s'ajoutant aux 182 artisans népalais travaillant au chantier. L'ensemble prit le nom de Potala Phodrang (Palais du Potala), en tant que résidence du dalaï-lama .  
Le palais était le centre du pouvoir religieux et politique de la théocratie tibétaine, le centre administratif du gouvernement tibétain étant le village de Shöl à ses pieds. Dans la hiérarchie des dzongs du Tibet, le Potala est suprême. Il était au Tibet ce que le dzong de Punakha (construit en 1637) était pour le Bhoutan.
Le palais devint la résidence d'hiver des dalaï-lamas après la construction, au XVIIIe siècle, par le 7e dalaï-lama, Kelzang Gyatso, d'un palais d'été, le Norbulingka.
L'implantation du palais présente des ressemblances avec le modèle impérial chinois où le complexe palatial est ceint de murailles. Mais alors qu'en Chine les bâtiments principaux s'alignent selon un axe nord-sud – les bâtiments ancillaires étant placés à l'est et à l'ouest et répartis autour de cours et l'entrée principale étant au sud –, au Potala, du fait de la nature accidentée du terrain, l'axe central suit l'arête, orientée est-ouest, de la colline, orientation soulignée par la tour au plan en forme de soleil à l'est et la tour au plan en forme de lune à l'ouest .

#### Les 2 dzongs de Kartzé
Deux dzongs furent construits au XVIIe siècle à l’époque où le 5e dalaï lama unifia le Tibet. Ces dzongs étaient situés à Kartzé à proximité de la Dza-chu (Yarlung) dans la région de Kartzé dans les royaumes du Kham. L’un d’entre eux fut occupé et transformé en caserne par les troupes de Chao Er-Feng. Ces 2 dzongs ont été détruits.

### Dzongs à classer suivant leur période de construction

#### Le dzong de Shepeling
Situé au-dessus de la ville de Purang, dans la province de Ngari, le dzong de Shepeling (ou Simbiling), qui était la résidence du bönpo ou administrateur régional, dit le « Seigneur de Purang », fut anéanti par l'artillerie chinoise en 1967, à l'époque de la révolution culturelle, ainsi que le monastère attenant. Il ne reste plus que les murs épais de l'ancien bâtiment à cinq étages,,.

#### Le dzong de Jomdha
Le dzong de Jomdha, aussi appelé « fort du dragon femelle », est situé à 75 km à l’est de Chamdo. Dans ce fort furent détenus, en 1956, pendant 15 jours, 210 Khampas, afin de les obliger à accepter les « réformes démocratiques », une politique du Parti communiste chinois. La garde s’étant relâchée, les 210 hommes s’enfuirent à la faveur de la nuit. Ainsi, se forma un foyer de résistance tibétaine dans cette région, la Chine ayant transformé sans le vouloir ces Khampas récalcitrants en hors la loi totalement opposés à l’envahisseur .

#### Le dzong de Khampa Dzong

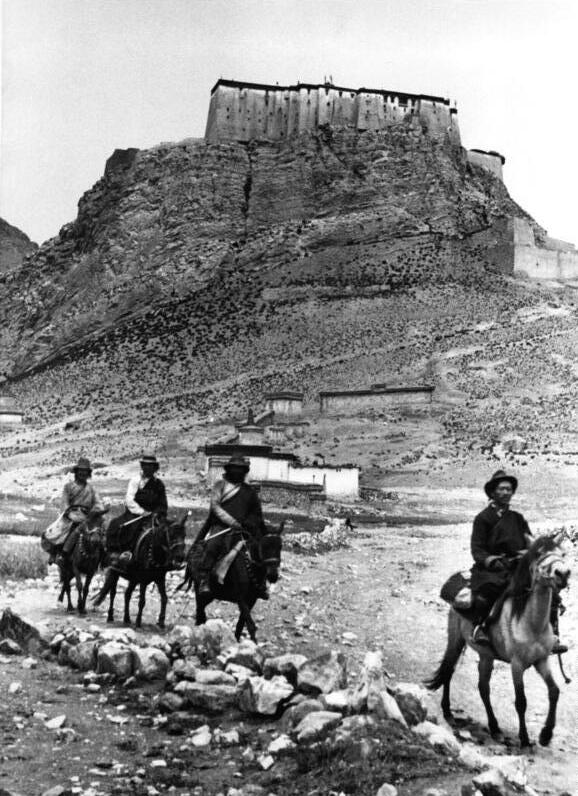
Vue du fort de Kampa Dzong, 1938

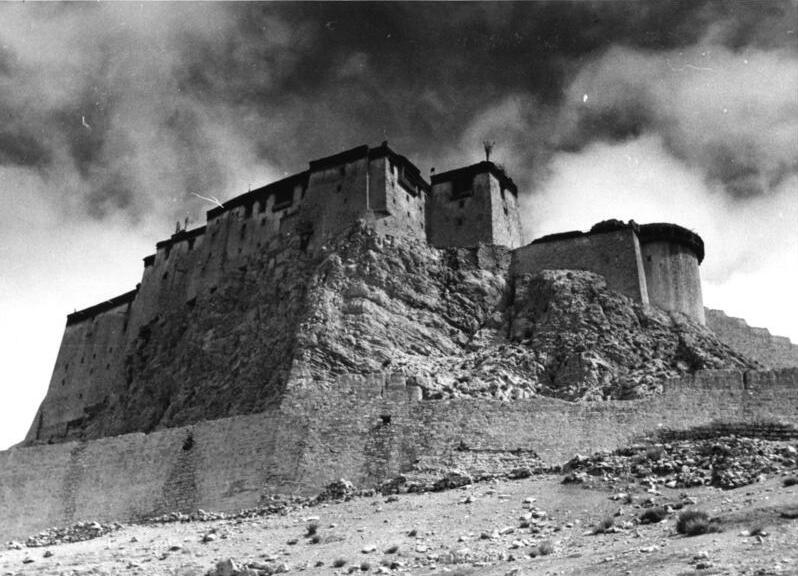
Vue du fort de Kampa Dzong, 1938

La forteresse de Khampa Dzong (ou Khamber Dzong) se trouve au nord de la frontière avec le Sikkim. Elle  se dresse en haut d'une falaise rocheuse.
Lors de l'expédition militaire au Tibet, le lieutenant-colonel anglais Francis Younghusband fit halte à Khamber Dzong.

#### Le dzong de Phari

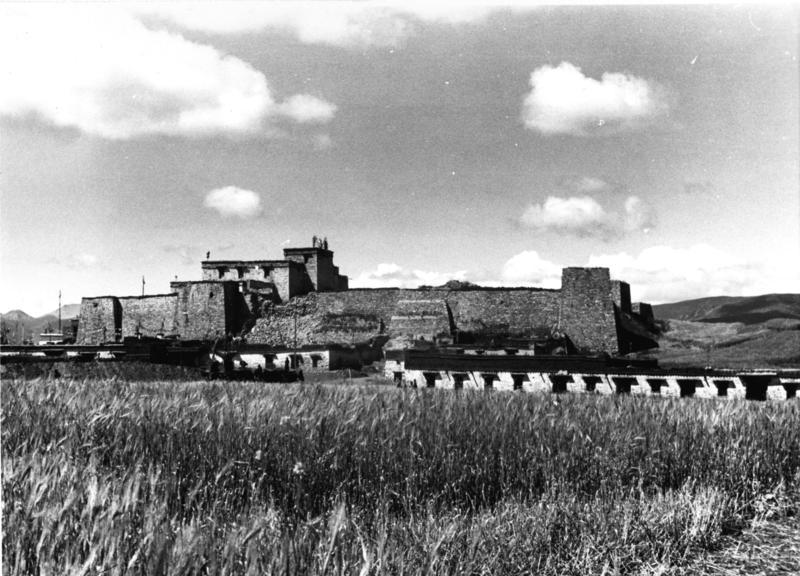
Dzong de Phari, 1938

Bâti sur un renflement du terrain, le dzong de Phari est une ancienne forteresse dominant la bourgade tibétaine de même nom près de la frontière entre la région autonome du Tibet et le Bhoutan. 

#### Le dzong de Tingri
Il n'en subsiste que des ruines sur une colline dominant le village.

#### Le dzong de Gongkar
Le dzong de Gongkar se trouve dans le comté de Gonggar (préfecture de Shannan), dans le sud-est de la Région autonome du Tibet. 
Avant 1960, Gongkar était connu pour sa forteresse ,) ainsi que pour le monastère de Gongkar Choide. 
Les chefs de clan de Gongkar exercèrent leur pouvoir depuis cette forteresse bâtie sur une colline. Jusqu'à la fin du XVe siècle, leur domaine demeura un important centre du pouvoir sakyapa.
Aujourd'hui, la forteresse est presque entièrement détruite, mais le monastère, quoique vandalisé par les gardes rouges, est bien conservé,.

#### Le dzong de Shegar
Appelé « dzong du brillant cristal », le dzong de Shegar (ou Shekar) se dressait sur un pic au-dessus du monastère de Shegar (Shegar Gompa). Il n'existe plus qu'à l'état de ruines, ayant été rasé lors de la révolution culturelle. Les membres de l'expédition à l'Everest de 1924, faisant halte au village de Shegar Dzong, rapportent avoir été accueillis et aidés par le dzongpen (gouverneur de région) .

#### Le dzong de Chitishio

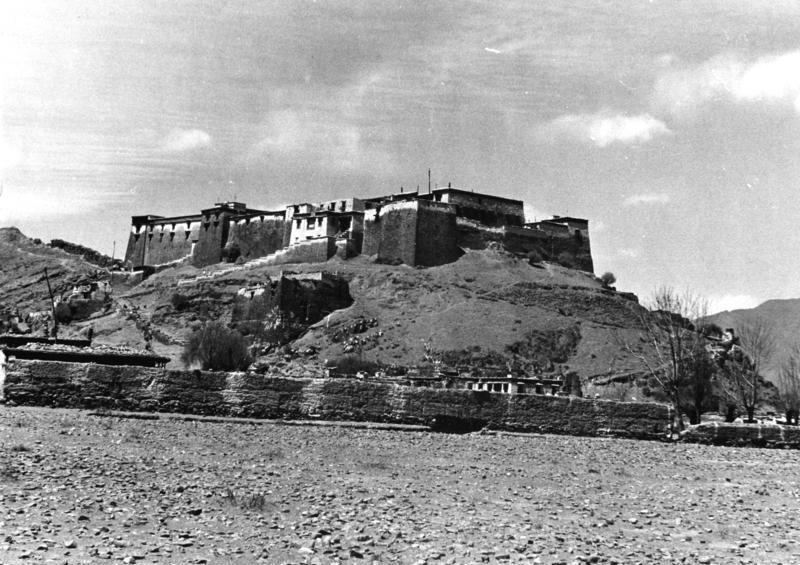
Le dzong de Chitishio, 1938

Le dzong de Chitishio se situe en hauteur et à l'est de la vallée de Drib. Il est à présent en ruines.